# Colonia Popular del Sol
Colonia Popular del Sol är en ort i Mexiko.   Den ligger i kommunen Juchipila och delstaten Zacatecas, i den centrala delen av landet, 500 km nordväst om huvudstaden Mexico City. Colonia Popular del Sol ligger 1 240 meter över havet och antalet invånare är 263.
Terrängen runt Colonia Popular del Sol är varierad. Runt Colonia Popular del Sol är det ganska glesbefolkat, med 28 invånare per kvadratkilometer. Närmaste större samhälle är Juchipila, 2,2 km norr om Colonia Popular del Sol. I omgivningarna runt Colonia Popular del Sol växer huvudsakligen savannskog.